# Geitoneura mulesi
Geitoneura mulesi är en fjärilsart som beskrevs av Burns 1947. Geitoneura mulesi ingår i släktet Geitoneura och familjen praktfjärilar. Inga underarter finns listade i Catalogue of Life.